# Cuenca aquilana

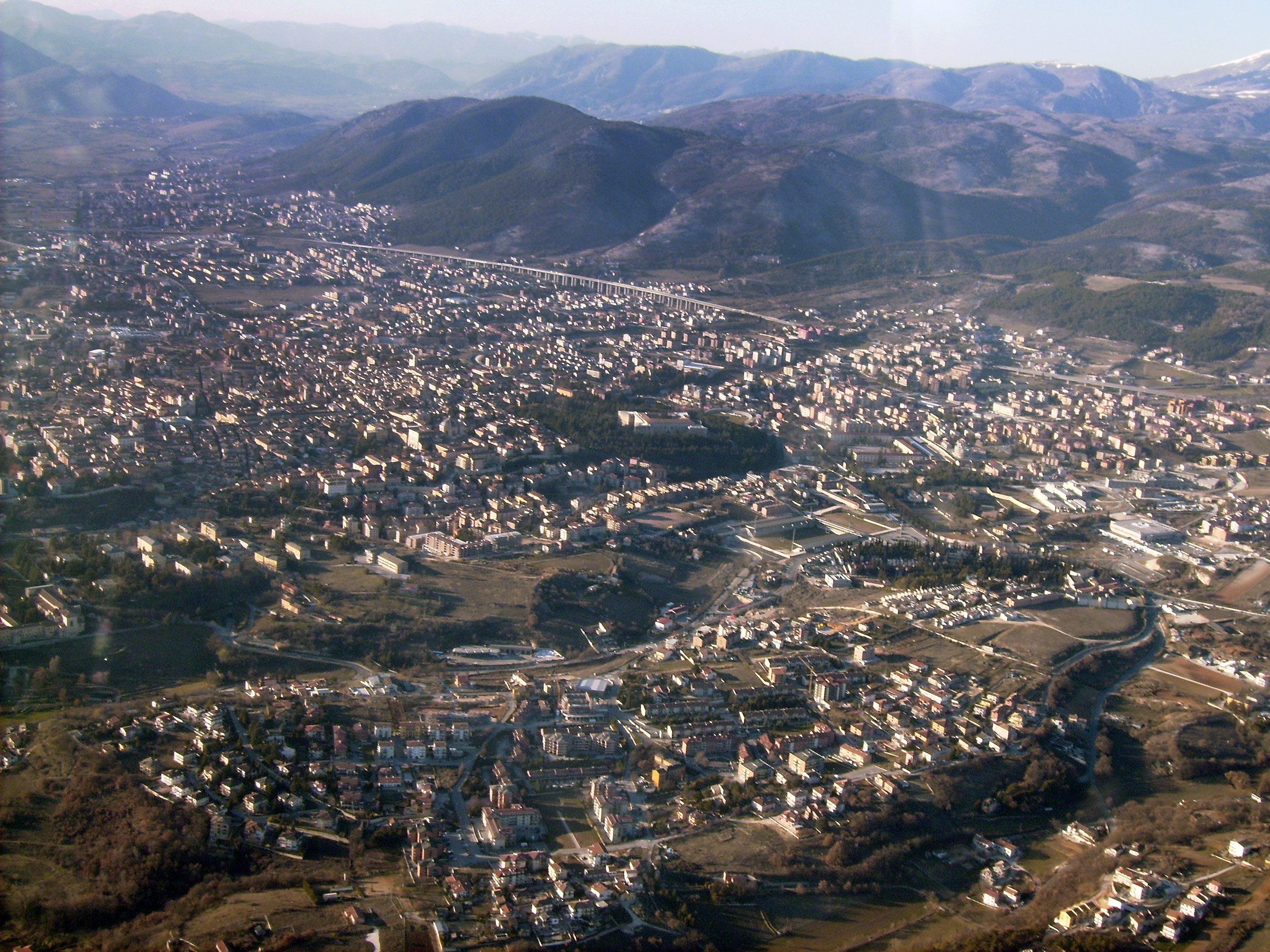
Vista aérea de la cuenca.

La Cuenca aquilana (en italiano, Conca Aquilana), o Valle del Aterno (en italiano, Valle dell'Aterno) es una cuenca que se encuentra en el interior de la región italiana de los Abruzos, en los alrededores de la ciudad de L'Aquila, de ahí su nombre. Se trata de un territorio llano rodeado por el noreste por el Gran Sasso y por el sur por el Velino-Sirente y se desarrolla a una altitud media de 700 m s. n. m. Otro río es el Vetoio.
Abarca los municipios de L'Aquila, Barete, Barisciano, Cagnano Amiterno, Fossa, Lucoli, Ocre, Poggio Picenze, Pizzoli, San Demetrio ne' Vestini, Santo Stefano di Sessanio, Scoppito y Tornimparte
En el Pleistoceno la cuenca constituía una cuenca cerrada y albergaba, con toda probabilidad, un gigantesco lago que se extendía desde Cagnano Amiterno hasta San Demetrio ne' Vestini y que constituía la única cuenca lacustre con la de Sulmona. Cerca del fondo del lago,protegido por limo, fue encontrado en el año 1954, en el territorio del actual municipio de Scoppito, el famoso esqueleto de mamut, luego expuesto en el Fuerte español de L'Aquila.
Con el final de la era glacial se asistió al secado del lago pero la zona es considerada históricamente rica en agua como testimonian los nombres de la ciudad de L'Aquila (de Acquilis) y las frazioni de Onna (de Unda, ola) y Bagno; la cuenca está atravesada hoy en toda su anchura por el río Aterno, además de por numerosos manantiales y torrentes.

## referencia
1. ↑  cfr. G. Marini, Il Lago pleistocenico della Conca de L'Aquila, pag.16
2. ↑  cfr. G. Marini, Il Lago pleistocenico della Conca de L'Aquila, pag.81